# Димитър Стоилов
Димитър Стоилов Христов с псевдоним Жеко е български офицер, генерал-полковник.

## Биография
Димитър Стоилов е роден в Хасково на 29 май 1924 година. в бежанско семейство от Ениджевардарско. Братята му Аргир Стоилов и Васил Стоилов са убити като партизани в отряд „Антон Иванов“.
Член е на Работническия младежки съюз от 1938 и на БКП от 1944 година. Участва в комунистическата съпротива през Втората световна война. Партизанин от Родопския партизански отряд „Антон Иванов“ и бригада „Георги Димитров“. След Деветосептемврийския преврат в 1944 година е доброволец в Двадесет и първи пехотен средногорски полк във войната срещу Германия. След това учи във Военното училище в София. В 1946 година се жени за Меранза Кръстева. Имат две деца, Мима и Божо. От 1948 година влиза в системата на МВР. След войната е началник на Областното управление на МВР в Пловдив. От 1972 г. е член на ОК на БКП в Пловдив и член на Бюрото на комитета. Бил е заместник-министър на вътрешните работи (1973 – 1986) и представител на МВР в КГБ в Москва. От 1981 година е член на Централната контролно-ревизионна комисия Почетен гражданин е на Пловдив. Награден е с орден „Народна република България“ – I степен за участие във Възродителния процес. Носител на орден „Червено знаме“.